# كيسة سنخية متوسطة
الكيسة السنخية الوسيطة ورم نادر، يحدث في العظم السنخي بين القواطع الوسطى العلوية. يتميز عن الكيس الذروي بحقيقة أن الأسنان المجاورة لها أهمية حيوية.

## العلاج
يكون العلاج عن طريق الاستئصال أو القلع الجراحي.